# Palais de l'Inquisiteur

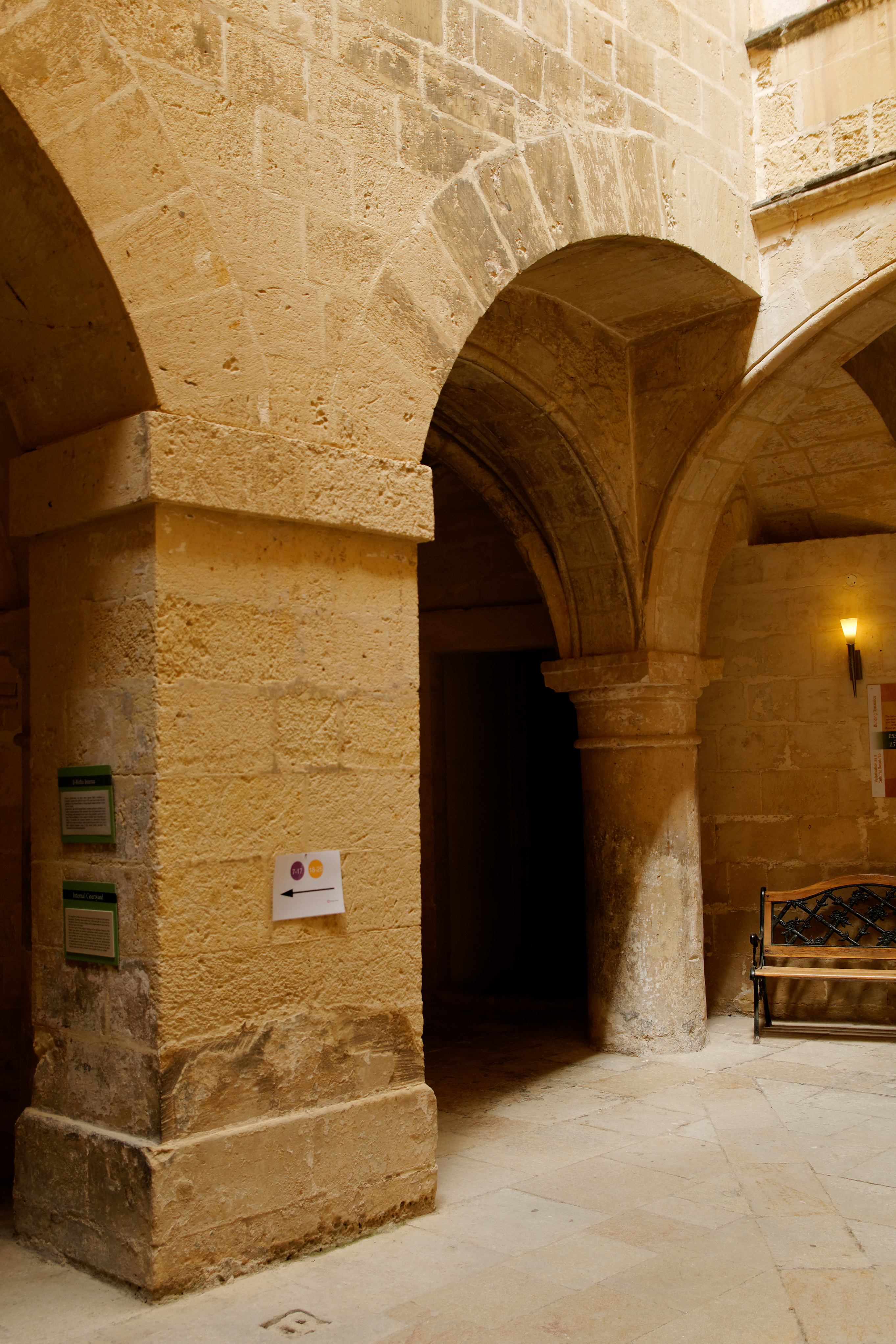
Cour gothique du palais

Le Palais de l'inquisiteur de Vittoriosa à Malte est un bâtiment bâti dans les années 1530 pour héberger le tribunal civil des chevaliers de Saint-Jean. Il accueille le tribunal de l'Inquisition de 1574 jusqu'à sa dissolution par les troupes de Bonaparte en 1798. Les Britanniques le transforment en hôpital militaire, puis en mess pour la garnison voisine de L-Isla. Tombé dans l'abandon au début du XXe siècle, il est rénové et transformé en musée ethnographique. Il est aujourd'hui l'un des rares exemples subsistant de palais inquisitorial en Europe.

## Histoire
Le palais est bâti dans les années 1530, peu de temps après l'arrivée des chevaliers de Saint-Jean sur l'île. Ils font de Vittoriosa leur centre administratif et bâtissent le palais pour abriter le tribunal civil. Ce bâtiment primitif, dont le principal vestige est une cour à voûte en croisée d'ogives, est sans doute dessiné par Diego Perez de Malfreire, ingénieur en chef de l'ordre. En 1571, le tribunal civil déménage dans la cité de La Valette nouvellement construite, laissant vide le bâtiment.
En 1574, l'ordre le donne pour résidence à Pietro Dusina, légat apostolique envoyé par Grégoire XIII pour régler le conflit de prérogatives entre le grand maître Jean L'Evesque de La Cassière et l'évêque de Malte Martino Roya sur la question de l'hérésie : Dusina est nommé inquisiteur pour l'ensemble de l'île. Après des travaux de rénovation, il s'installe dans le bâtiment, qui devient alors le palais inquisitorial. Le bâtiment est idéalement situé à proximité du port de Vittoriosa, qui fait elle-même face à La Valette : sa position permet un contrôle aisé des entrées et sorties de navires et des communications aisées avec Rome. Il est néanmoins considéré comme peu confortable, au point qu'Innocenzo del Bufalo (1595-1598) refuse d'y habiter et prend résidence à La Valette. L'appellation palazzo ne lui est conférée qu'au milieu du XVIIe siècle : il n'est d'abord qu'une simple casa ou casaccia (maison).
Le successeur de Del Bufalo, Antonio Ortensio (1598-1600) fait rénover la cuisine et bâtit une chapelle. De nombreux inquisiteurs à sa suite s'attellent à améliorer et agrandir le bâtiment. Fabio Chigi (1634-1639), futur pape Alexandre VII, lui donne des jardins et une tour qui lui sert d'observatoire astronomique. Giovanni Battista Gori Pannilini (it) (1639-1645) rachète un bâtiment voisin pour bâtir des quartiers privés et sept cellules. Girolamo Casanate (1658-1663) altère la façade et sépare complètement le palais des bâtiments voisins, limitant ainsi les possibilités d'évasion de chevaliers emprisonnés, mais aussi les possibilités de fuite de l'inquisiteur lui-même en cas d'attaque du palais. Durement touché par un tremblement de terre en 1693, le bâtiment est réhabilité par Francesco Acquaviva d'Aragona puis Tommaso Ruffo (1694-1698), qui crée l'actuelle aile gauche du palais, connue comme les appartements Ruffo, qui accueille désormais le quartier privé de l'inquisiteur : ceux de Pannellini sont réassignés au personnel du tribunal. Ruffo érige également la chapelle actuelle.
Les finances limitées de l'Inquisition maltaise expliquent néanmoins que Giacinto Ferrero di Masserano (1698-1703) trouve à son arrivée des toitures en très mauvais état : il doit menacer d'emménager ailleurs pour que Rome accepte de débloquer des fonds pour les travaux. Masserano agrandit également la chancellerie pour faire face au poids croissant des archives, complète l'aile des prisons et réaménage le premier étage ou piano nobile. Giovanni Francesco Stoppani (1731-1735) perce l'actuelle entrée majestueuse et bâtit l'escalier d'honneur.
En mai 1798, le dernier inquisiteur de Malte, Giulio Carpegna (it), quitte l'île peu après l'arrivée des troupes françaises. Le tribunal inquisitorial est dissous par Bonaparte le mois suivant. Le palais sert alors de résidence au commandant du district de Cottonera, qui recouvre les trois Cités de Cospicua, Vittoriosa et Senglea.
En 1800, les Britanniques prennent possession de l'île de Malte. Le palais de l'inquisiteur devient d'abord un hôpital militaire, puis la résidence des officiers de la garnison voisine du fort Saint-Michel à Senglea : l'armée obtient le droit d'occuper le palais sans loyer, à la condition de le restituer aux autorités civiles quand elle n'en aurait plus l'usage. Elle réaménage les bâtiments pour son usage, sans guère d'égards pour les aménagements antérieurs : la coupole de la chapelle est détruite, le jardin est transformé en court pour jeu de raquettes et les fresques sont recouvertes d'un épais enduit de chaux.
En 1900, l'armée, n'ayant plus l'usage du palais, l'échange contre trois autres bâtiments à La Valette et, après des débats politiques houleux, la propriété du bâtiment est transférée au gouvernement civil, qui le laisse à l'abandon pendant une vingtaine d'années. En 1926, il passe sous la responsabilité du Département des musées. Vincenzo Bonello, conservateur de l'administration des Beaux-arts, s'emploie à redonner au bâtiment son aspect d'avant la période britannique. Ces efforts sont interrompus par la Seconde Guerre mondiale : le palais est confié aux dominicains dont l'église et le couvent voisins ont été détruits par un bombardement. Épargné par la guerre, il retourne sous la responsabilité du Département des musées en 1960 et les travaux reprennent.
Le palais est ouvert aux visites le 21 février 1966. À la fin des années 1970, il est converti en musée du folklore puis, en 1992, en musée ethnographique spécialisé dans la culture religieuse et la dévotion populaire maltaises.